# 서상일
서상일(徐相日, 1886년 7월 9일~1962년 4월 18일)은 대한민국의 독립운동가, 기업인, 정치가이다. 1945년 한국민주당 창당에 참여하여 총무에 한사람으로 선출되고, 건국준비위원회에 대항하여 송진우 등과 국민대회준비위원회를 조직, 부위원장이 됐다. 미군 주둔 후 미 군정 때 남조선과도입법위원회 민선 의원으로 선출되었고, 뇌물 수수로 파면된 천종효를 대신하여 미군정청 소방국장을 지내기도 했다. 제1공화국 기간 중에는 야당 정치인으로 활동했다. 호는 동암(東菴), 본관은 달성이며, 경상도 대구도호부 출신이다.

## 생애
대구부 서상면 남산동(현 대구광역시 중구 남산동)에서 서봉기와 이영천의 6남 2녀 중 셋째 아들로 태어났다. 보성전문학교를 졸업하였다. 1909년 교남교육회, 달성친목회 등에 가입하여 계몽활동에 참여하였다. 그해 안희제·김동삼·윤병호 등과 함께 항일무장투쟁 단체인 대동청년당(大東靑年黨)을 조직하여, 독립운동을 전개하였다. 1916년 독립운동 자금을 모금하다가 권총 사건에 연루되기도 했다. 1919년 3.1 운동 직후 독립운동 자금 모집과 파리강화회담 독립청원서 전달에 참여했다. 그 후 한때 만주에 망명하여 독립운동을 계속했으며, 1920년 초에 귀국했다. 그해 대구청년회에 가입했다. 1921년 조선인산업대회에 참여하고 대구곡물신탁주식회사 이사, 1922년 대구운송주식회사 감사에 피선되었으며 그해 7월 대구청년회 임시 회장, 1923년 7월부터 동아일보 대구지국을 운영하였다. 1924년 조양무진회사(朝陽無盡會社)의 설립에 참여했고 1931년 대구산업금융주식회사에 주주로 출자했으며 1937년에는 경북상공주식회사 이사에 선출되었다. 
1945년 8·15광복 후에는 송진우·장덕수 등과 함께 한국민주당(韓國民主黨)을 창설하고, 총무에 선임되었다. 1945년 8월 송진우 등의 주도로 건준 반대 및 대한민국 임시정부 환영 목적으로 조직된 국민대회준비위원회 설립에 참여, 국준 부위원장에 선출되었다. 1946년 2월 비상국민회의 위원에 선임되었고, 1947년 남조선과도입법위원회 의원 선거에 민선의원으로 입후보, 당선되었다. 1947년 3월 20일 뇌물 수수와 방화복 납품관련 비리로 미군정청 소방국장 천종효가 구속, 해임되자 그를 대신하여 미군정청 토목부 소방국장이 되었다.
1948년 5.10 총선거에 출마, 제헌국회의원에 당선되었으며, 제헌국회 헌법기초위원의 한 사람으로 6월 2일 ~ 6월 21일 유진오, 윤치영, 이윤영, 허정 등과 제헌헌법 기초에 참여했다. 6월 2일 헌법기초위원회 위원장에 선출됐다. 제헌국회 말기에는 내각책임제를 주장, 발의하였다. 이후 자유당 독재에 반대하며 1954년 호헌동지회에 참여하였으나, 조봉암의 호헌동지회 가입이 무산되자 호헌동지회를 탈퇴하였다. 1956년 조봉암과 진보당의 조직에 참여했으나 곧 탈당했다.
4.19 혁명 직후 실시된 1960년 제5대 국회의원 선거에서 혁신 정당인 사회대중당을 창당하여 대표총무위원에 취임하였으며, 1960년 제5대 민의원으로 대구시 을 선거구에서 출마, 당선되었으나 병으로 인해 의정 활동을 제대로 수행하지 못하였다. 5.16 군사 정변으로 인해 의원직을 상실하였으며, 곧 통일대중당을 창당했으나 1962년 사망하였다.
사망 후 1963년 독립운동 공적으로 대통령표창이 추서되었고, 1990년 건국공로훈장 애족장이 추서되었다.

## 친일 의혹
1941년 매일신보의 기사에 친일 집회의 참석자 대표의 한 사람으로 서상일이 나오며 12월 12일 일제가 미국 진주만을 습격한 지 6일 뒤 대구 신사(달성 공원)에서 침략 전쟁을 찬양하고 징병을 선동하는 대회가 열렸다. 당시 집회를 보도한 신문 기사에는 이날 참석자 대표로 서상일이 참여했다는 내용이 실렸다. 이 신문은 "피끓는 국민대회, 성대하게 열렸다"며 당시 집회를 현장 사진과 함께 대서특필했다. 이 신문은 서상일을 포함한 참석자 대표들이 일제의 침략 전쟁을 이처럼 목청 높여 찬양했다고 보도했다.
“멸사봉공과 신도(臣道) 실천에 매진하여 총력을 결집, 미국과 영국을 타도하여 정전을 관철하자”(매일신보 1941년 12월 14일자)
이에 앞서 1939년 조선군사령부가 주최한 병사부장 회의에 서상일이 대구 병사부 소속 대표로 참석했다는 사실도 당시 신문 기사를 통해 확인됐다. 1930년대 이후에는 독립운동가와는 상반된 행보를 보인 사실이 잇따라 확인된 것이다.

## 서상일을 연기한 배우
- 신호재 - 1981년(제1공화국) MBC 드라마

## 역대 선거 결과
|  | 43.75% |

|  | 0.51% |

|  | 27.74% |

|  | 31.39% |

|  | 44.80% |